# Джулія Маккензі
Джулія Кетлін Ненсі Маккензі (англ. Julia Kathleen Nancy McKenzie; 17 лютого 1941) — британська акторка, співачка та театральний режисер.

## Життєпис
Народилась 17 лютого 1943 року у Енфілді, графство Міддлсекс, в родині Албіона Маккензі та Кетлін Роу. Після закінчення школи навчалася у Гілдголській школі музики та театру. Виконувала  роль міс Аделаїди у мюзиклі «Хлопці та лялечки» (1982) та місіс Ловетт у «Свіні Тодд» (1994), за кожну з яких була нагороджена Премією Лоуренса Олів'є. 1990 року виконувала роль Відьми у мюзиклі Стівена Сондхайма «У темному-темному лісі». За роль у постановці «Жіноче щастя» (1985) отримала премію Evening Standard Award як найкраща акторка.
Найуспішнішими її ролями на телебаченні були Хезер Файндс у ситкомі «Свіжі поля» (1982—1986) та його продовженні (1989—1991), а також у серіалі «Убивства в Мідсомері». 2009 року замінила Джеральдін Мак-Еван у ролі міс Джейн Марпл в телесеріалі «Міс Марпл Агати Крісті», й саме ця роль принесла їй всесвітню славу. Також грала у серіалах «Кренфорд» (2007) за творами Елізабет Гаскелл, та «Несподівана вакансія» (2015) за однойменним романом Джоан Роулінг.
1971 року Джулія Маккензі вступила у шлюб з американцем Джеррі Гартом. 2018 року акторка овдовіла.
2018 року Джулія Маккензі отримала звання Дами-командора ордена Британської імперії.

## Вибрана фільмографія
| Рік       |   | Українська назва         | Оригінальна назва        | Роль                     |
| --------- | - | ------------------------ | ------------------------ | ------------------------ |
| 1982—1986 | с | Свіжі поля               | Fresh Fields             | Хезер Файндс             |
| 1989—1991 | с | Свіжі поля 2             | Fresh Fields 2           | Хезер Файндс             |
| 1990      | ф | Ширлі Валентайн          | Shirley Valentine        | Джилліан                 |
| 1997      | ф | Помста Снігової королеви | The Snow Queen's Revenge | Снігова королева (голос) |
| 1997—2003 | с | Убивства в Мідсомері     | Midsomer Murders         | Рубі Вілмот              |
| 2003      | ф | Золота молодь            | Bright Young Things      | Лотті Крамп              |
| 2007      | с | Кренфорд                 | Cranford                 | місіс Форрестер          |
| 2008      | ф | Скандальний щоденник     | Notes on a Scandal       | Марджері                 |
| 2009—2013 | с | Міс Марпл Агати Крісті   | Agatha Christie's Marple | міс Джейн Марпл          |
| 2015      | с | Несподівана вакансія     | The Casual Vacancy       | Ширлі Моллінсон          |